# DeepDotWeb
DeepDotWeb était une plateforme en ligne d'actualitées spécialisée dans le dark web,,,. 
Le 7 mai 2019, le FBI arrête les responsables du site,,,,,,, en Allemagne, au Brésil et en Israël. Tal Prihar et Michael Phan, résidents israéliens, ont perçu 15 millions de dollars de commissions via leur site en mettant en avant d'autres sites qui vendaient des drogues opiacés (fentanyl) et des logiciels de piratage ou des cartes de crédit volées.